# Reversos
Reversos é um curta-metragem brasileiro em vídeo de 2005, dirigido por Daniel Dourado, Paula Príncipe e Gabriel Teixeira. Com Wanderley Meira, Walmir 2 Mundos, Fábio Nieto, Mariana Freire e a voz de Pisit Mota.
O filme retrata a realidade de violência nas ruas das metrópoles brasileiras a partir do ponto de vista de um delinquente.
O filme foi realizado para participar do Festival Nacional da Imagem em 5 Minutos, em Salvador-Bahia, onde recebeu o Prêmio Alexandre Robatto, mas acabou percorrendo diversas outras mostras e festivais no Brasil e no exterior onde recebeu outros prêmios importantes.
Seu maior momento foi quando recebeu o título de melhor ficção independente no 14º Festival Gramado Cine Vídeo de Gramado-RS, em 2006.

## Trajetória
- X Festival Nacional a Imagem em 5 Minutos (2005 Salvador BA) – recebendo o prêmio Alexandre Robatto;
- 10º Cine PE - Festival do Audiovisual (2006 Recife PE);
- IX Festival de Cinema e Vídeo Universitário da UFRJ - Vide Vídeo (2006 Rio de Janeiro RJ);
- Festival Curta Natal de Cinema (2006 Natal RN) - recebendo o prêmio de melhor vídeo na categoria ficção;
- CINESUL 2006 13º Festival Latino-Americano de Cinema e Vídeo (Rio de Janeiro RJ);
- III Festival de Cinema dos Países de Língua Portuguesa – CINEPORT (2006 Lagos - Portugal);
- 5º Santa Maria Vídeo e Cinema (2006 Santa Maria RS); * 1º Festival Nacional de Vídeo - COLATINA 2006 (Colatina ES);
- XIV Gramado Cine Vídeo (2006 Gramado RS) - recebendo o prêmio de melhor vídeo independente na categoria ficção;
- III Curta Vídeo Votorantim (2006 Votorantim SP);
- I  Mostra Curta Audiovisual de Campinas (2006 Campinas SP;
- 5º  Festival Nóia (2006 Fortaleza CE);

## Ficha técnica
- Fotografia 	 : Gabriel Teixeira
- Edição 	 : Daniel Dourado e Tasso Dourado
- Produtora 	 : Paula Príncipe